# Werner Lüthi
Werner Lüthi (* 22. April 1892 in Biel; † 19. Februar 1955 in Bern, heimatberechtigt in Rüderswil) war ein Schweizer Jurist und Bundesanwalt.

## Leben
Der Sohn von Johannes und Lina Lüthi besuchte das Gymnasium in Biel und studierte anschliessend Rechtswissenschaften in Bern. Er war Fürsprecher und erwarb einen Dr. iur. 1917 wurde er Kanzlist bei der Bundesanwaltschaft, 1918 Sekretär, 1919 Adjunkt des Bundesanwalts Franz Stämpfli und 1920 dessen Vertreter in Strafsachen. 1931 wurde er Privatdozent an der Universität Bern und 1945 Chef des Rechtsdienstes der Bundesanwaltschaft. Nach 1945 führte Lüthi die Landesverräterprozesse vor dem Bundesstrafgericht. Von 1949 bis zu seinem Tod 1955 war er selbst Bundesanwalt und damit Chef der Bundesanwaltschaft. Er wirkte 1950 massgeblich an der Revision des Schweizerischen Strafgesetzbuches mit, wobei er sich für verschärfte Staatsschutzbestimmungen einsetzte. Er war Mitarbeiter in der Expertenkommission für die Revision der Strafvollzugsbestimmungen und 1951 auch Vizepräsident von Interpol.
Lüthi war verheiratet mit Marguerite Hotz. Er war Major der Schweizer Armee. 1949 erhielt er einen Dr. h. c. der Universität Bern.